# Ilm
De Ilm is een linker zijrivier van de Saale in de Duitse deelstaat Thüringen. De rivier is 128,7 kilometer lang (met de Freibach als langste bronbeek gerekend) en ontwatert in een stroomgebied van ongeveer 1043 km² in het midden van Thüringen. De Ilm ontspringt in het Thüringer Woud in de buurt van Ilmenau en stroomt vervolgens door een sterk verkarst gebied, waarin een gedeelte van het water van de Ilm wegsijpelt om vervolgens via ondergrondse bronnen weer tevoorschijn te komen in andere zijrivieren van de Saale. De Ilm stroomt door Stadtilm,  Bad Berka, Weimar en Apolda naar de grens met de deelstaat Saksen-Anhalt, waar de Ilm uitmondt in de Saale. De Ilm is na de Saale, de Werra en de Unstrut in lengte de vierde langste rivier van Thüringen en ook de vierde langste zijrivier van de Saale.

## Toerisme
Langs de Ilm loopt een langeafstands-fietsroute,  de Ilmtal-Radweg. Deze is 123 km lang, en leidt langs talrijke bezienswaardigheden, waaronder de stad Weimar, enige kastelen,  kleine musea, kuuroorden en oude kerken. De route begint  in het plaatsje Allzunah en eindigt dicht bij Großheringen in Kaatschen-Weichau, waar men  desgewenst over de Saaleradweg verder kan fietsen.
- Gemeinsame Normdatei: 4095925-9
- Nationale Bibliotheek van Tsjechië: ge417822
- Virtual International Authority File: 241460399